# Syczawka
Syczawka (ukr. Сичавка) – wieś na Ukrainie, w obwodzie odeskim, w rejonie odeskim. W 2001 liczyła 1722 mieszkańców, spośród których 1539 posługiwało się językiem ukraińskim, 166 rosyjskim, 9 mołdawskim, 7 białoruskim, a 1 innym.